# إيفار لوندبيرغ
إيفار لوندبيرغ (بالسويدية: Ivar Lundberg)‏ هو عداء مراثوني سويدي، ولد في 11 نوفمبر 1878 في ستوكهولم في السويد، وتوفي في 31 يوليو 1952.

## وصلات خارجية
- إيفار لوندبيرغ على موقع أوليمبيديا (الإنجليزية)
- إيفار لوندبيرغ على موقع اللجنة الأولمبية السويدية (السويدية)